# Route nationale 1 (Haïti)
Pour les articles homonymes, voir Route nationale 1.
La route nationale 1, ou RN 1, est une route nationale d'Haïti, reliant la capitale Port-au-Prince à la deuxième ville, Cap-Haïtien.

## Présentation
La Route Nationale 1 (RN1) est la principale route de la côte du golfe d'Haïti, longeant principalement la côte du golfe de la Gonâve, desservant des zones allant de Port-au-Prince à Cap-Haïtien.
La RN 1 dessert les grandes villes du littoral comme Milot, L'Estère et Les Gonaïves au nord, jusqu'à la plaine de l'Artibonite, et Saint-Marc, Montrouis, la Côtes-des-Arcadins et Cabaret au sud.
L'itinéraire suit un itinéraire plus intérieur entre Milot et Gonaïves, contournant notamment les zones métropolitaines de Gros-Morne et Port-de-Paix.
Elle est l'une des deux nationales qui permet de rejoindre le Cap-Haïtien avec la route nationale 3. Très stratégique, elle permet d'approvisionner la capitale avec les produits du département de l'Artibonite et du Nord. Elle mène également à la localité de Montrouis, où résident de nombreux établissements de tourisme tels que des hôtels (ex. Decameron, ancien Club Med) ou des musées.

## Tracé
Du sud au nord.
- Port-au-Prince
- Cabaret
- Montrouis
- Bon Repos
- Saint Marc
- Pont-Sondé
- Les Gonaïves
- Ennery
- Plaisance
- Limbé
- Cap-Haïtien